# Volkswagen Kübelwagen
A Volkswagen Kübelwagen (vagy VW Kübelwagen) egy német gyártmányú könnyű katonai gépkocsi volt. A csapatszállító járművet Ferdinand Porsche tervezte. Az akkor még csak prototípus stádiumban levő  Volkswagen Bogár modell alapjaira épült és annak boxermotorját is átvette. Létezett egy úszóképes változata is, a Volkswagen Schwimmwagen. Ez volt a Wehrmacht legelterjedtebb könnyű katonai gépkocsija a második világháború idején.

## Történelem
Noha Adolf Hitler már 1934 áprilisában megbeszélte Ferdinand Porsche-vel a Volkswagen katonai alkalmazásának lehetőségét, hivatalosan csak 1938 januárjában fordultak a Harmadik Birodalom magas rangú tisztviselői a Porsche-hoz egy olyan olcsó, könnyű katonai szállító jármű tervezése ügyében, amely megbízhatóan működtethető lenne mind közúton, mind terepen, még a legszélsőségesebb körülmények között is. Ez azt jelentette, hogy a „bogárhátú” Volkswagen alapul szolgálhat egy ilyen járműhöz. 
A Porsche azonnal megkezdte a projektet, egy hónapon belül elkészítette a jármű prototípusát, de a fejlesztés során rájött, hogy nem elég a Bogár alvázának megerősítése ahhoz, hogy elviselje a katonai felhasználás miatti fokozott igénybevételt. A 985 cm3-es motorral rendelkező kétkerék-meghajtású járműnek könnyűnek kellett lennie, hogy megfelelő terepjáró teljesítménye garantálva legyen. Valójában a hadsereg 950 kg össztömeget írt elő együtt a négy főnyi személyzettel és azok felszerelésével, ami azt jelentette, hogy maga a jármű súlya nem haladhatta meg az 550 kg-ot. A Porsche ezért felkérte a Trutz céget, amely egy tapasztalt katonai járműépítő cég volt, hogy működjön közre a karosszéria kialakításában.
A katonaság a jármű prototípusainak tesztelését 1938. novemberében kezdte el 62-es típus néven. Annak ellenére, hogy nem volt négykerék-meghajtású, a jármű nagyon alkalmasnak bizonyult a nehéz terepen történő manőverezésben, még a korabeli német hadsereg 4x4-es hajtású járműveivel összehasonlítva is, ezért a projekt zöld fényt kapott a további fejlesztéshez. A jármű könnyűsége és a ZF önzáró differenciálmű kompenzálta a 4x4 képességek hiányát. A léghűtéses motor, amely nem igényelt hűtővizet, fagyállót, további előnyöket hozott. 
A 62-es típus továbbfejlesztésére 1939 folyamán került sor, ideértve egy szögletes karosszériát is. A tömeggyártás előtti modelleket helyszíni tesztelésnek vettették alá Lengyelország inváziója során, amely az év szeptemberében kezdődött. Annak ellenére, hogy elégedettek voltak a jármű teljesítményével, a katonai parancsnokok néhány fontos változtatás elvégzését kérték: a jármű legalacsonyabb sebességét 8 km/h-ról 4 km/h-ra kellett csökkenteni, hogy a katonák vonulásának ütemét is tartani tudják. Másodszor, a jármű terepjáró képességének javítását igényelték. A Porsche mindkét igényre úgy válaszolt, hogy új tengelyeket szerelt fel fogaskerekes áttételű agyakkal, amely több nyomatékot és nagyobb hasmagasságot biztosított az autónak egyszerre. A felülvizsgált lengéscsillapítók, 41 cm átmérőjű (16 hüvelyk) kerekek, valamint számtalan apró módosítás kiegészítette a specifikációt. A változások után a járművet 82-es típusnak nevezték át. 
A Kübelwagen teljes körű gyártása 1940 februárjában kezdődött, mihelyt a VW gyárak működésbe léptek. A gyártás folyamán csak apró módosításokat hajtottak végre, többnyire eltávolítva a felesleges alkatrészeket (például jelzőlámpák, lámpák stb.), amelyek a feladat szempontjából feleslegesnek bizonyultak. A gyár további prototípus-változatokat is készített, de egyik sem növelte jelentősen a teljesítményt vagy a terepjáró képességet a meglévő 82-es típushoz képest, ezért a terveket elvetették. 1943 márciusától az autó nagyobb motort kapott, amelyet a Schwimmwagen számára fejlesztettek ki, ez nagyobb nyomatékot és teljesítményt generált, mint az eredeti 985 cm3-es egység. A Volkswagen 50 435 Kübelwagen járművet gyártott a hadsereg számára a háború végéig. A jármű meglepően hasznosnak, megbízhatónak és tartósnak bizonyult a háború során, szélsőséges éghajlati körülmények között is használható maradt, például Afrikában az Afrika-hadtesttel vagy a szélsőséges orosz télben. 
Jóval a háború vége után a jármű dizájnját felélesztették az 1969. évi 181. típusként, amelyet a német szövetségi fegyveres erők számára fejlesztettek ki, majd később a polgári piac számára is gyártottak, az Egyesült Államokban Thing néven, Trekker néven az Egyesült Királyságban, Safari néven Mexikóban. Annak ellenére, hogy a 181-es típus megjelenésben és kialakításban hasonlít rá, szinte egyetlen alkatrésze sem csereszabatos az eredeti 82-es típussal.

## Technika
Motorja közvetlenül a hátsó tengely mögött elhelyezett léghűtéses, négyhengeres, négyütemű, 985 cm3-es boxer benzinmotor 23,5 LE (17 kW) teljesítménnyel, 1943 márciusától 1131 cm3-es, 25 lóerő (18 kW) teljesítménnyel,.
Nem szinkronizált négy sebességű sebességváltójában az 1. és 2. fokozat egyenes fogú tolókerekekkel (nagyobb zaj, de kevesebb teljesítményveszteség), a 3. és 4. fokozat spirális (csendesebb) csapváltással rendelkezik.
Hátsókerék-meghajtású, automatikus reteszelő differenciálművel, koronás fogaskerekekkel és csúszó blokkokkal.
Első tengelye független kerékfelfüggesztés (forgattyútengely-tengely, első tengelygerenda két darab hajtókar-központtal és torziós rudazat felfüggesztéssel rugószerelvényekkel), kormányzás orsó és anyacsavarral; az anya csak felülről nyúlik be a kormányorsóba.
Hátsó tengelye portál-lengőtengely, keresztirányú torziós rudakkal ellátott hátsó karokon vezetve. A kerekek felhajtóműje (Z1: Z2 = 15:20) nagyobb szabad magasságot, nagyobb keréknyomatékot és alacsonyabb fordulatszámot biztosít. 
A jármű elektromos rendszerre 6 V feszültségű, az egyenáramú generátor 130 W teljesítményű. 
Egykörös fékrendszerrel működtetett dobfék található az összes keréken.
Legnagyobb sebessége kb. 80 km/h.

## A Wehrmacht VW Kübelwagen modelljei

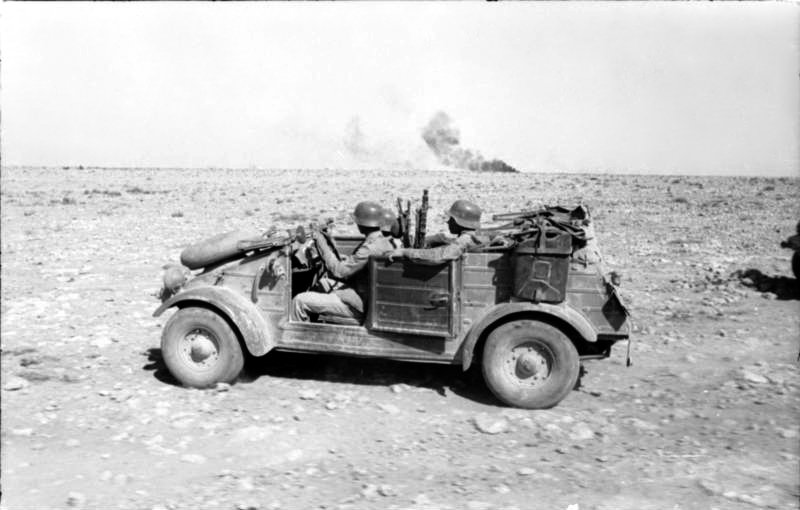
Északafrika 1942
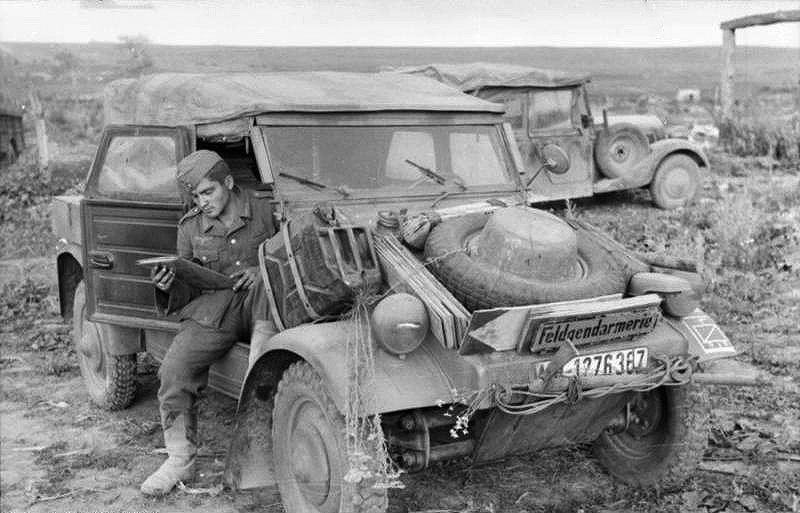
Szovjetunió 1943
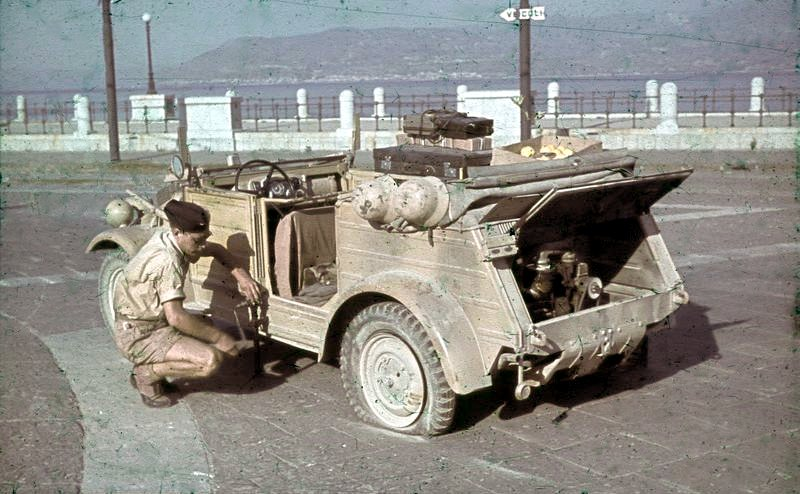
Szicília 1943
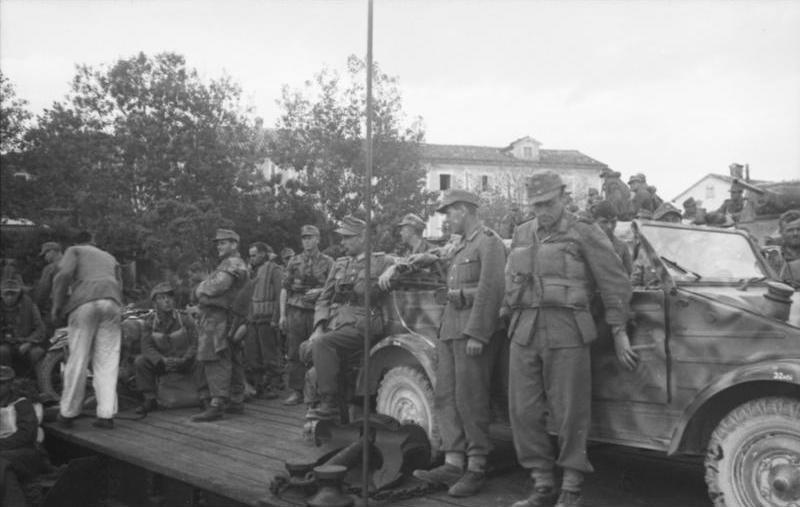
Jugoszlávia 1943
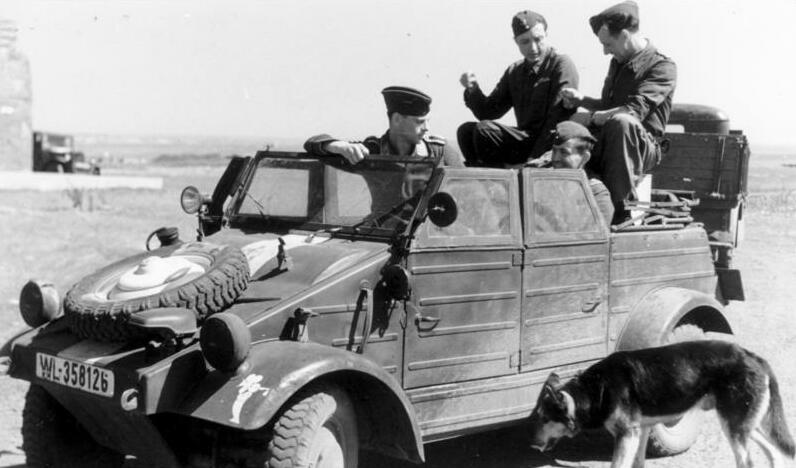
Szovjetunió 1943
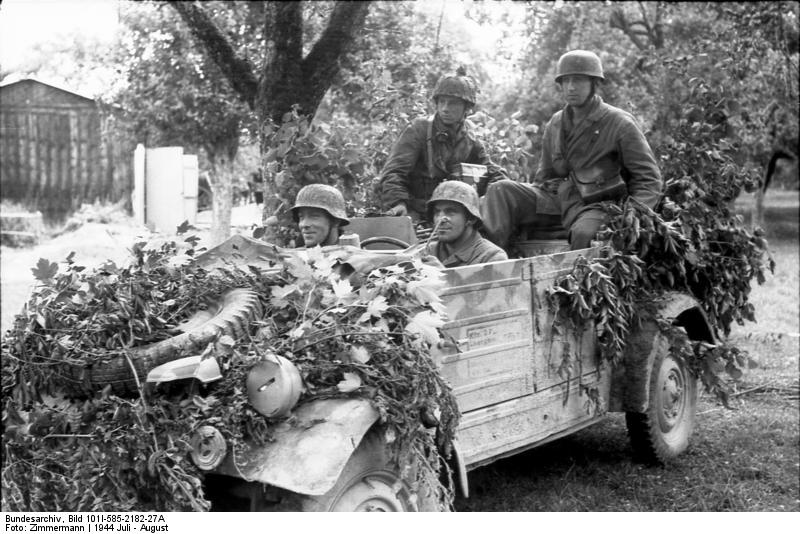
Franciaország 1944
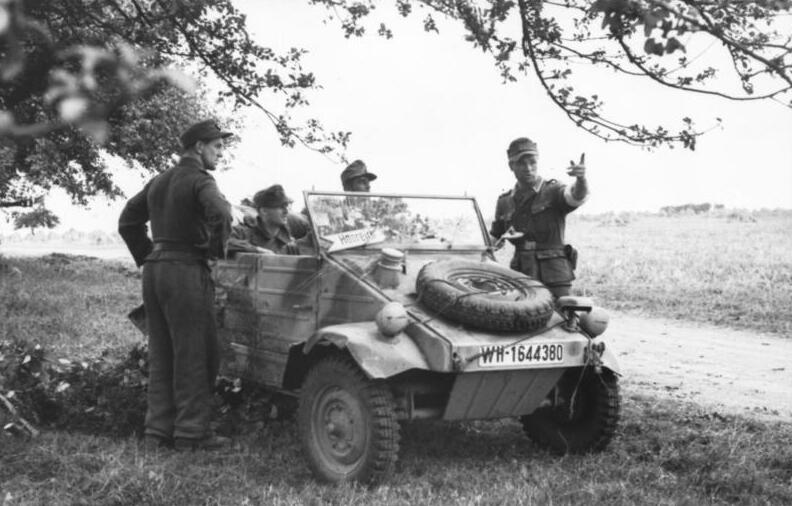
Franciaország 1944
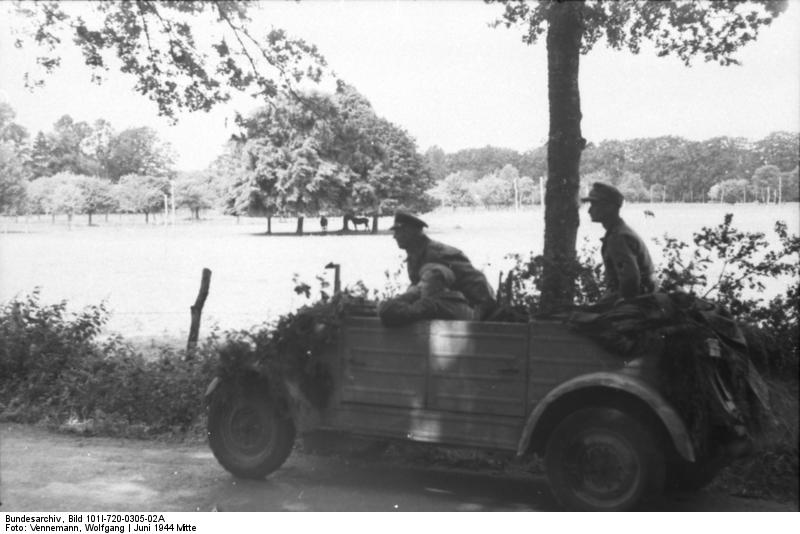
Franciaország 1944

## A klasszikus Kübelwagen utódai
Az NDK Néphadseregénél

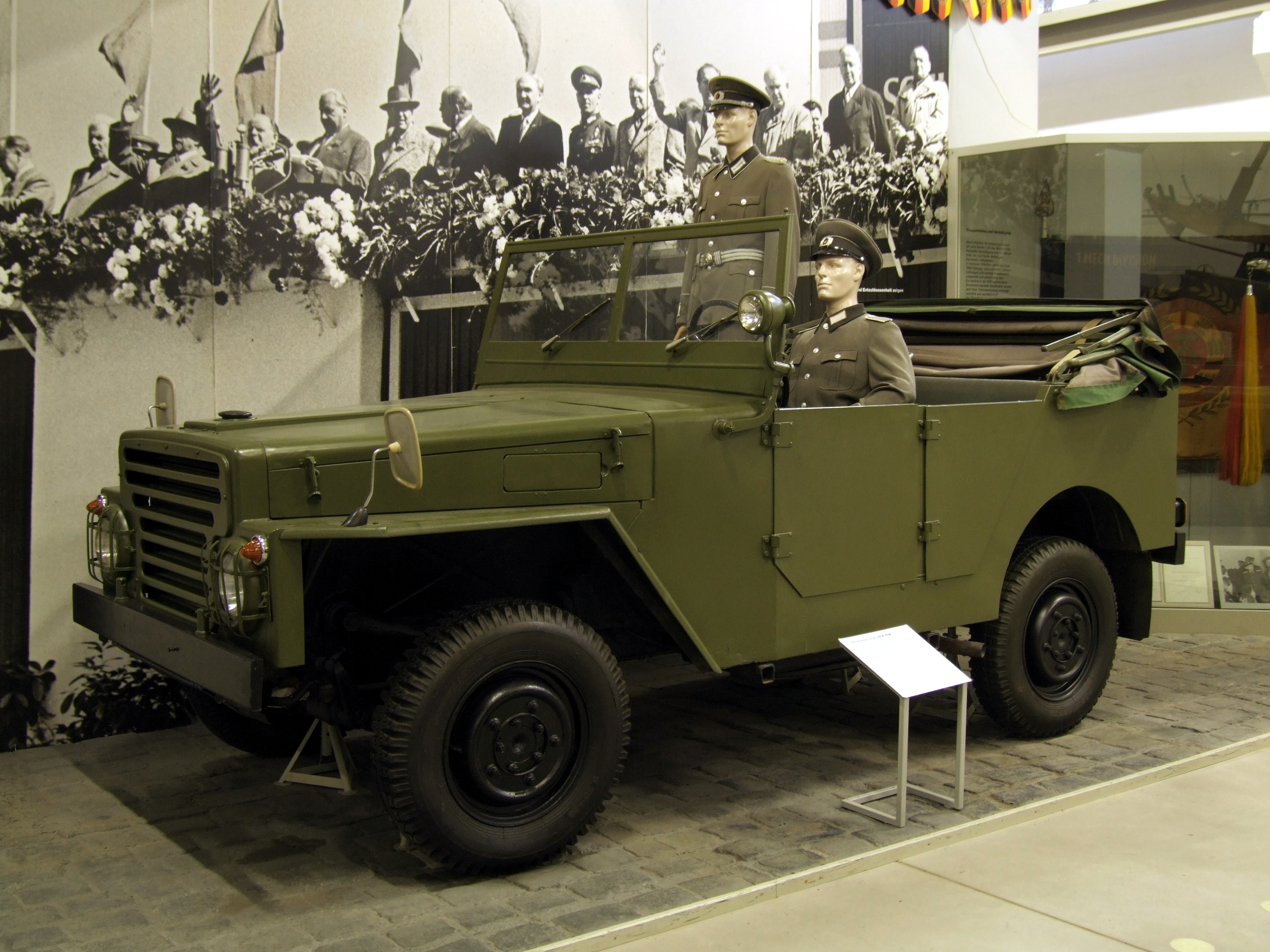
IFA P2M
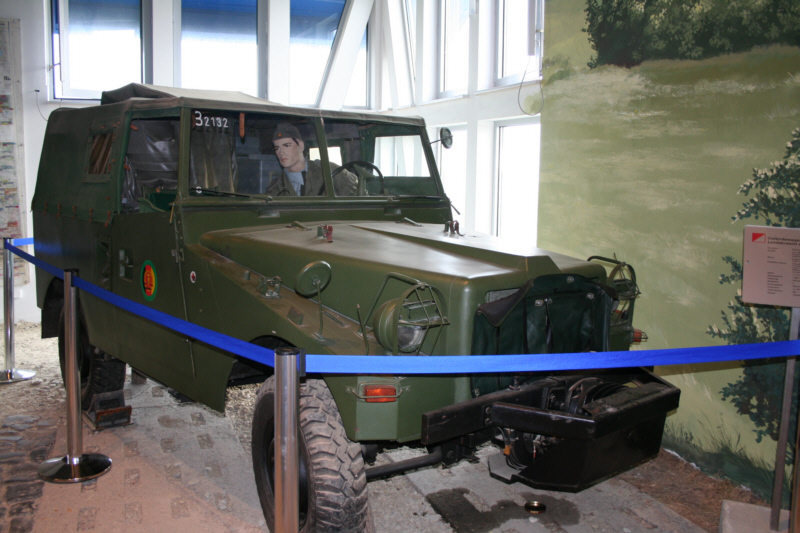
IFA P3
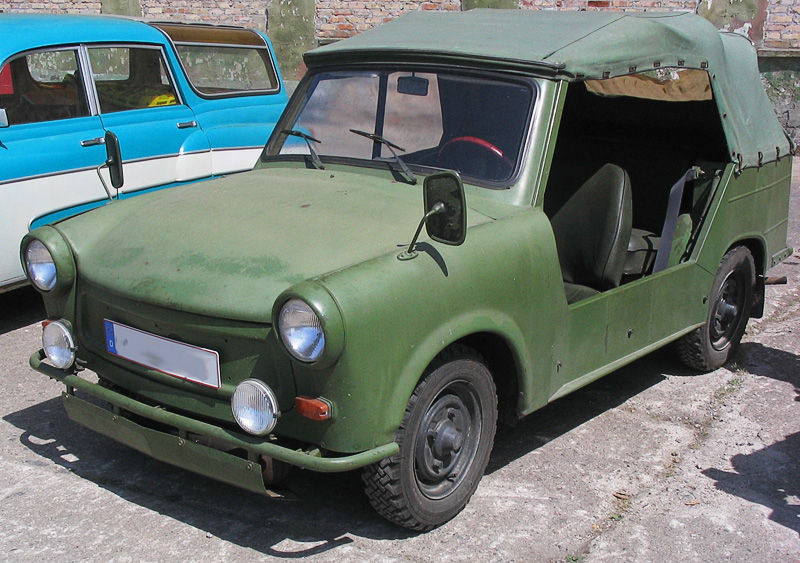
Trabant 601 Kübel
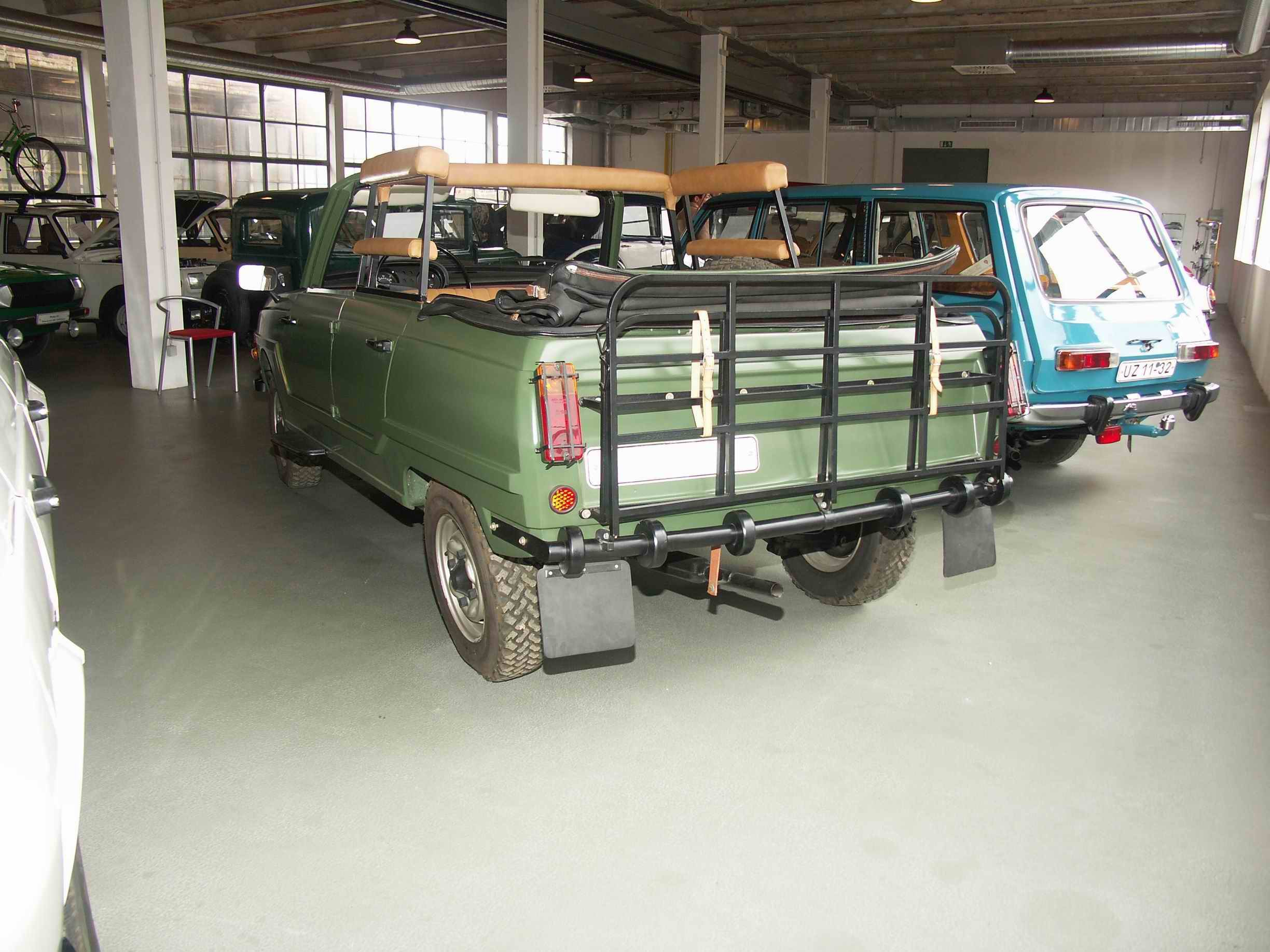
Wartburg 353-400

A Bundeswehrnél

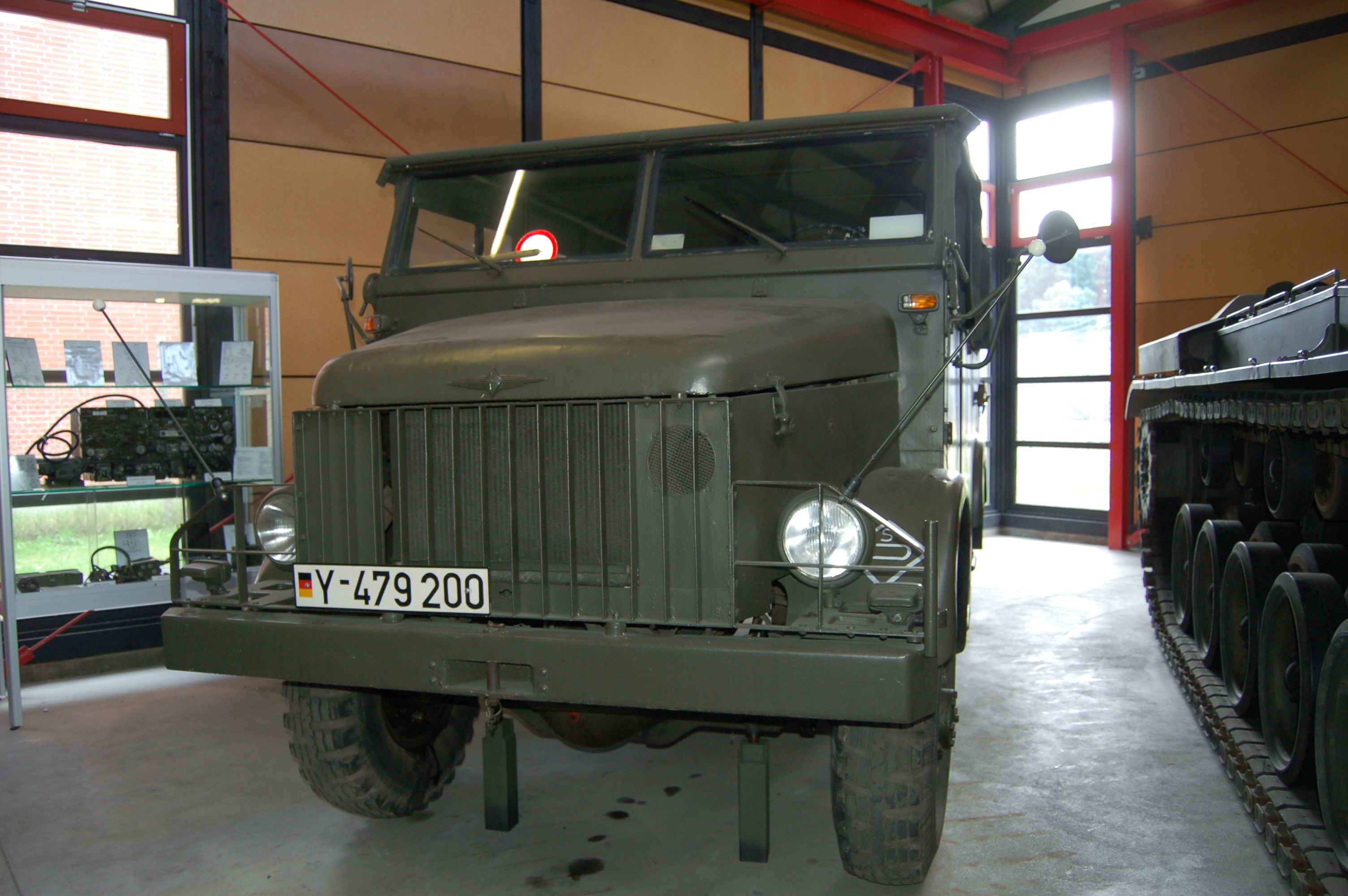
Borgward B 2000 A
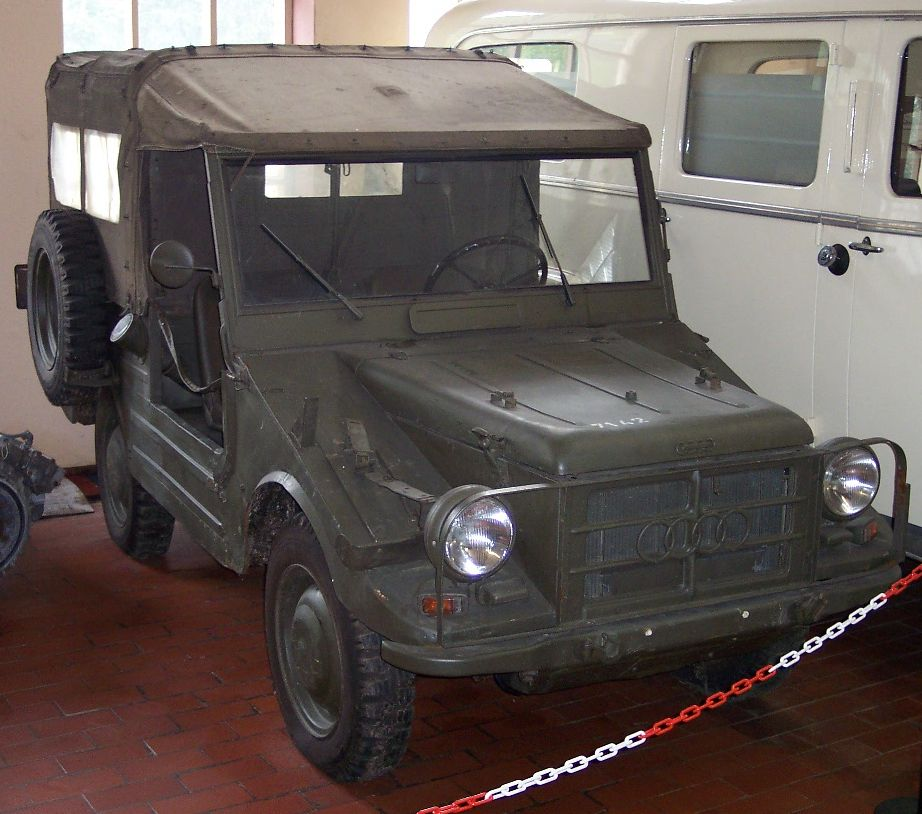
DKW Munga
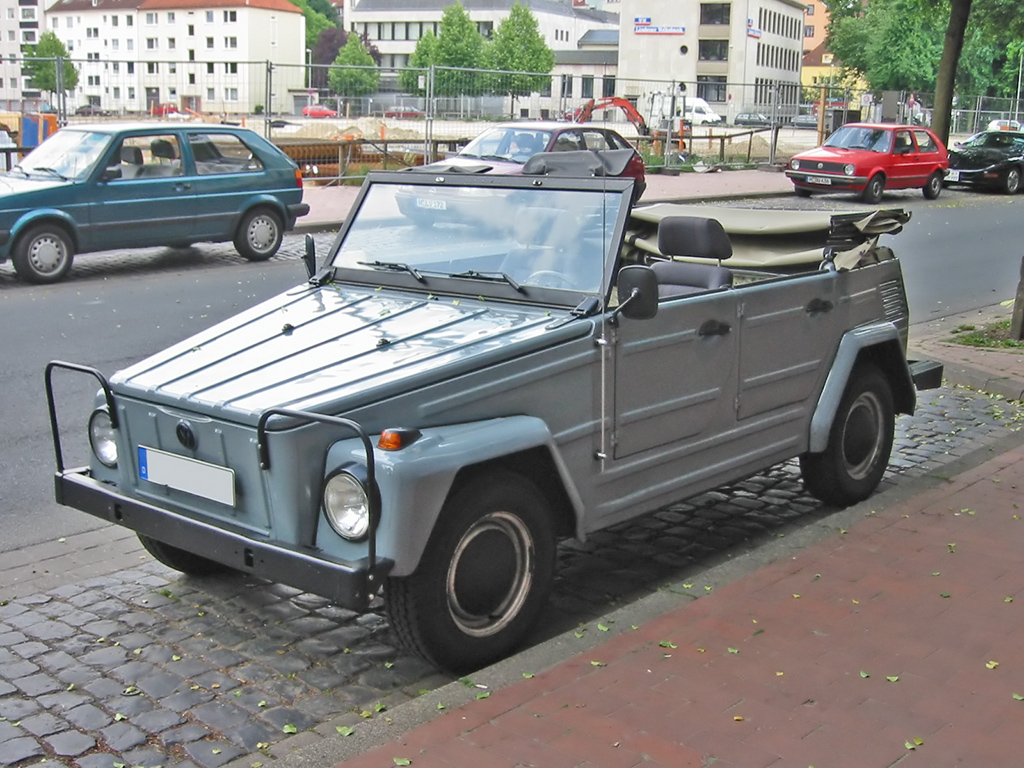
VW Typ 181
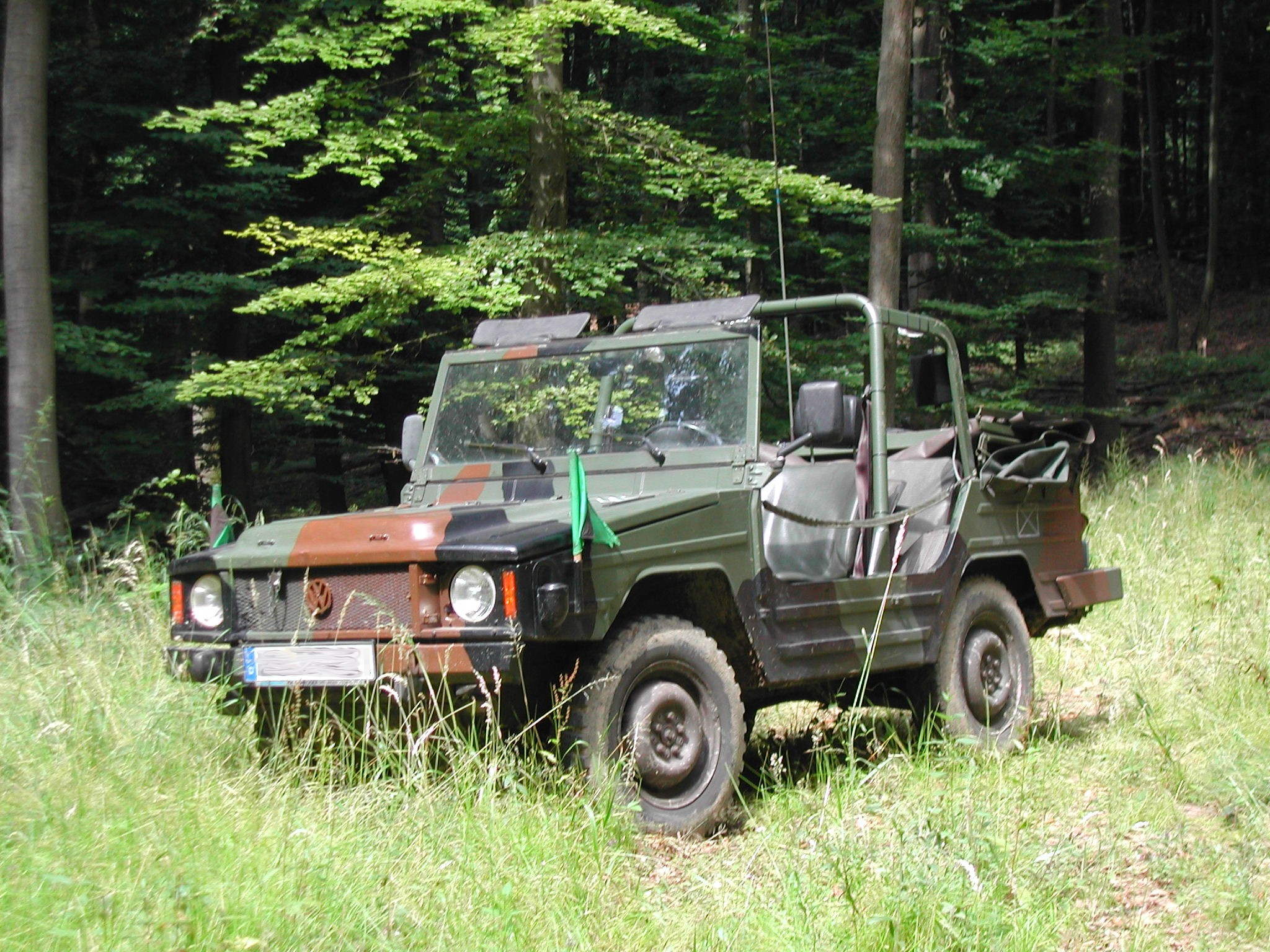
VW Iltis

## Fordítás
- Ez a szócikk részben vagy egészben  a   Kübelwagen című német Wikipédia-szócikk fordításán alapul.  Az eredeti cikk szerkesztőit annak laptörténete sorolja fel. Ez a jelzés csupán a megfogalmazás eredetét és a szerzői jogokat jelzi, nem szolgál a cikkben szereplő információk forrásmegjelöléseként.